# Cyberpsykologen
Cyberpsykologen var Sveriges första internetbaserade psykologtjänst. Den startades 1995 av leg. psykolog Bo Hultén. 1996 inleddes ett samarbete med Passagen och tjänsten bytte då namn till Passagens nätpsykolog. Via internettjänsten erbjöds läsarna psykologisk rådgivning och behandling. 1996 nominerades Cyberpsykologen till reklambranschens Hildingpris i IT-klassen.